# Torsten Thunberg

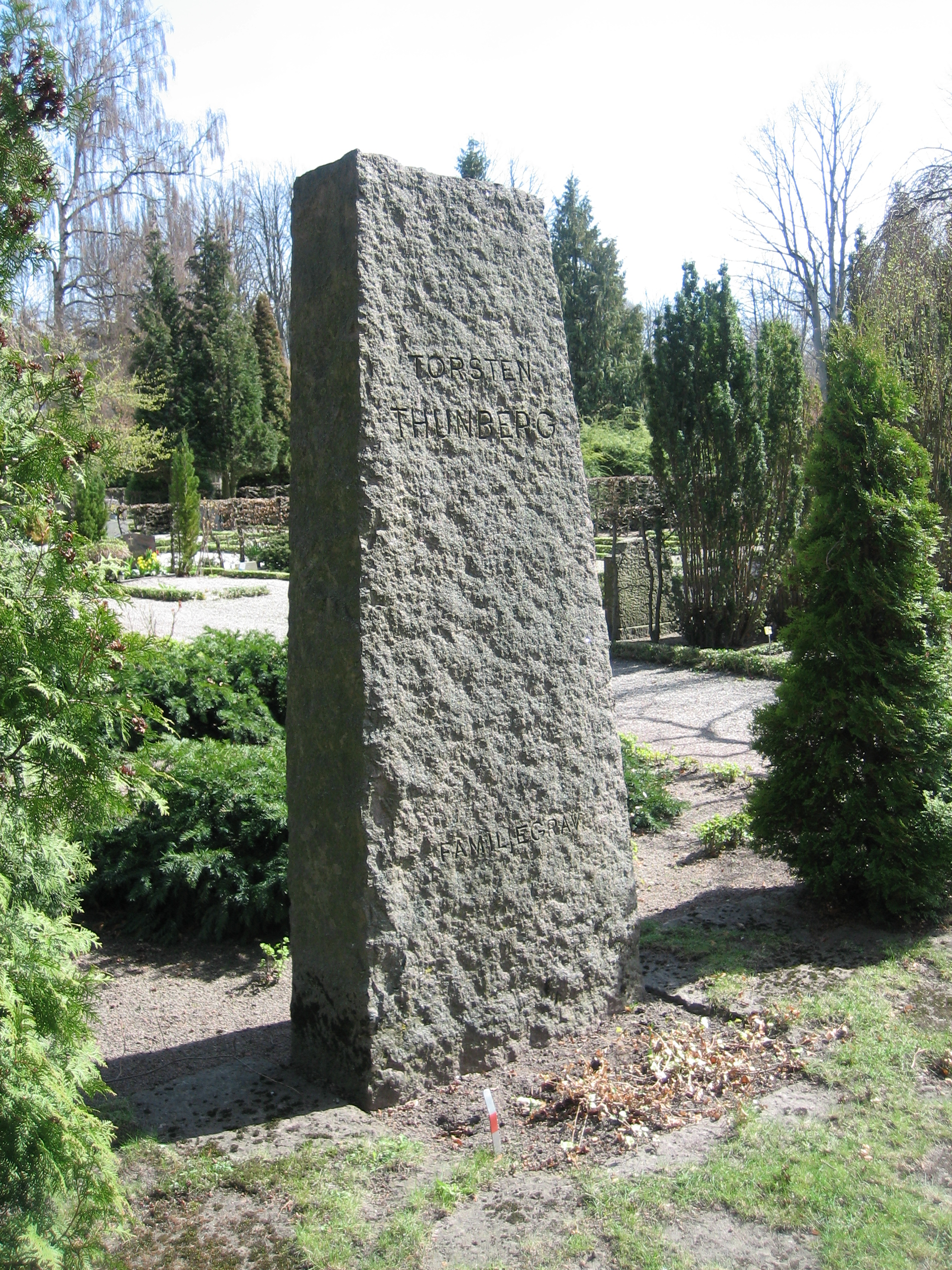
Torsten Thunbergs grav på Norra kyrkogården i Lund.

Torsten Ludvig Thunberg, född 30 juni 1873 i Torsåkers församling, död 4 december 1952 i Lunds domkyrkoförsamling, var en svensk läkare och professor.

## Biografi
Torsten Thunberg var son till trävaruhandlare Erik Thunberg och Wendela Thunberg, född Hård af Segerstad, samt sedan 1906 gift med fil. kand. Eva Braun. Han blev student vid Uppsala universitet 1890, medicine kandidat 1896 och medicine licentiat 1899 samt disputerade 1900 för medicine doktorsgrad i Uppsala.
Thunberg utnämndes 1901 till laborator i experimentell fysiologi och medicinsk fysik vid Uppsala universitet och var därefter professor i fysiologi vid Lunds universitet 1905–1938. Thunberg nominerades till nobelpriset i fysiologi och medicin femton gånger under nio olika år.  
Han fick 1918 Svenska läkaresällskapets Kegnellpris och invaldes som ledamot av Vetenskapsakademien 1928. 
Thunberg var också den första externa styrelseordföranden i Nordisk Insulinfond, föregångaren till dagens Novo Nordisk Fonden. Denna position innehade han under åren 1931-1945
Thunberg stöttade den riksdagsmotion som ledde till grundandet av Statens institut för rasbiologi.
Thunbergs gravvård finns på Norra kyrkogården i Lund.

## Verksamhet
Sin vetenskapliga verksamhet inledde Thunberg med en serie undersökningar över känselsinnets fysiologi (Bidrag till hudsinnenas fysiologi, 1895; Förnimmelserna vid till samma ställe lokaliserad, samtidigt pågående köld- och värmeretning, 1896; Den dubbla eller upprepade smärtsensationen, 1898, De köld-, värme- och smärtpercipierande nervändarnes relativa djupläge i huden, gradualavhandling 1900), och bearbetade denna fråga även i Willibald Nagels Handbuch der Physiologie des Menschen (1905). 
Under de följande åren koncentrerade Thunberg sin forskning på frågor hänförande sig till det respiratoriska gasutbytet hos lägre djur och hos den överlevande grodmuskeln (Ein Mikrorespirationsapparat, 1905; Der Gasaustausch einiger niederer Tiere in seiner Abhängigkeit vom Sauerstoffpartialdruck, 1905; Die Beeinflussung des ülberlebenden Frosch-Muskels durch verschiedene Stoffe, 12 avhandlingar, 1909–1913) samt på studiet av fysiologiskt intressanta autooxydabla substanser (Autooxydable Substanzen und autooxydable Systeme von physiologischem Interesse, 4 avhandlingar, 1910–1916) samt även därmed sammanhängande frågor (Die biologische Bedeutung der Sulfhydrylgruppe, 1911). Han utgav 1916 Die einwirkung tierischer Gewebe auf Metylenblau.
Därjämte har Thunberg utövat omfattande verksamhet som populärvetenskaplig skriftställare, inte minst mot kvacksalveriet (Om bedrägliga läkemedel och läkemetoder, 1903, 4:e upplagan 1910, Vår kropps byggnad och förrättningar, 1907, 3:e upplagan 1912 m. m.; Lärobok i hygien, 1908, 3:e upplagan 1917; Personlig hälsovård med särskild hänsyn till bad och bostad, 1922; Våra livsförrättningar, 1924, i Medicinskt folkbibliotek) samt redigerar sedan 1912 Hygienisk revy, populär tidskrift för hygieniskt upplysningsarbete.
Thunberg var först med att påvisa att förbränning av näringsämnen sker i en serie, på varandra följande steg med upprepad avspjälkning av vätejoner samt att detta sker med hjälp av enzymer, speciellt dehydrogenaser.
Han engagerade sig också i folkhälsofrågor och var ledamot av Nykterhetskommittén 1911–1919 och ordförande i Maltdryckskommittén 1920–1921. Från 1919 var han apoteksinspektör.
Han konstruerade den första maskindrivna apparaten för konstgjord andning.